# Râul Cetatea Melcului
Râul Cetatea Melcului este un curs de apă, afluent al Râului Ciudion. 